# Skalka (métro de Prague)
Pour les articles homonymes, voir Skalka.
Skalka est une station de métro à Prague, en Tchéquie. Située sur la ligne A du métro de Prague entre Strašnická et Depo Hostivař, son terminus oriental, elle est ouverte depuis le 4 juillet 1990.